# پیچ لیک (نیویورک)
پیچ لیک (به انگلیسی: Peach Lake) یک منطقهٔ مسکونی در ایالات متحده آمریکا است که در نیویورک واقع شده‌است. پیچ لیک ۷٫۹ کیلومتر مربع مساحت و ۱٬۶۲۹ نفر جمعیت دارد و ۱۷۱ متر بالاتر از سطح دریا واقع شده‌است.